# David Sjölander

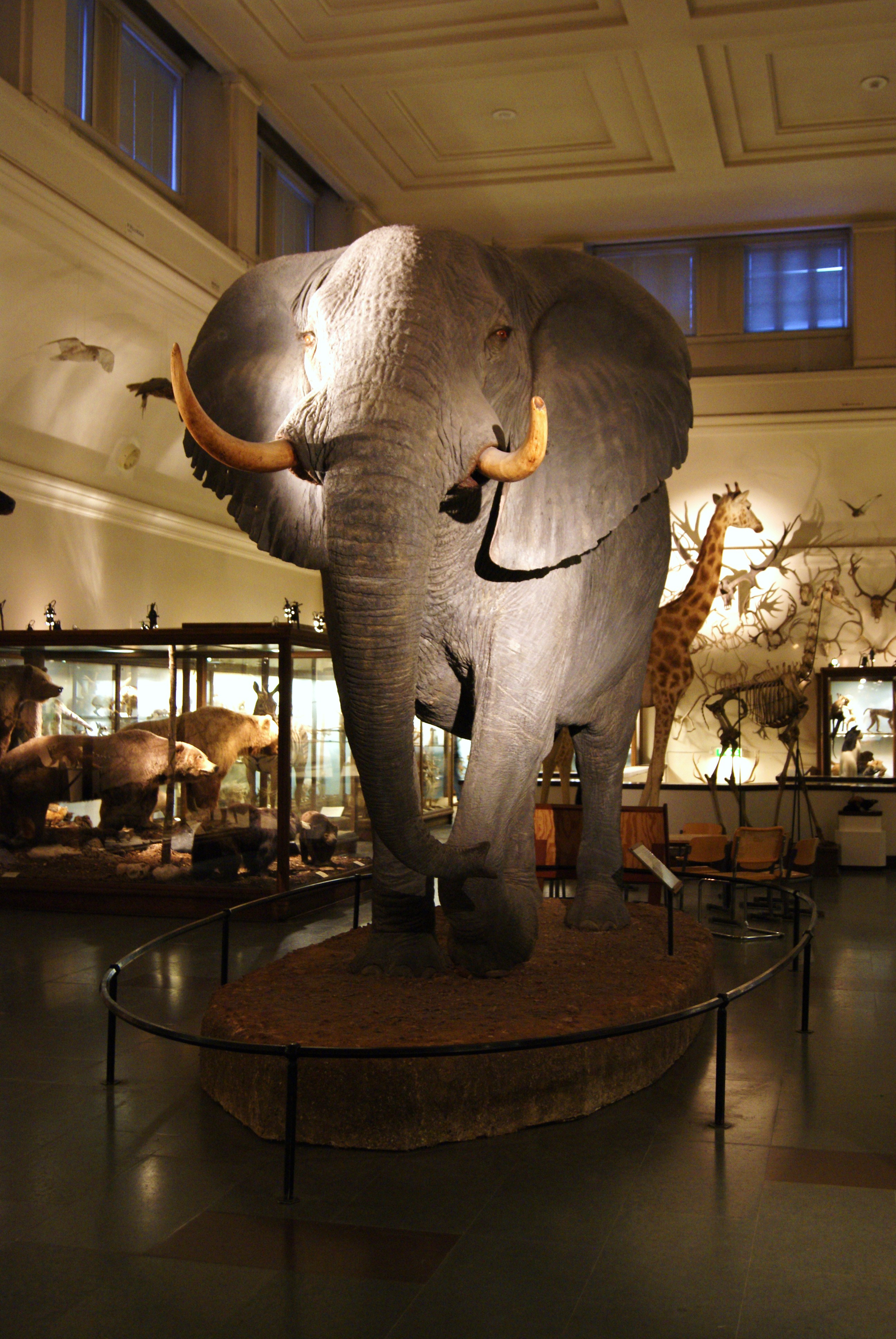
Elefanthannen i Göteborgs Naturhistoriska museum.

David Sjölander, född 18 november 1886 i Norra Sandsjö, död 17 november 1954 i Göteborg, var en svensk äventyrare, naturfotograf och konservator. Han arbetade 1925–1952 på Göteborgs naturhistoriska museum som konservator. Sjölander var riksbekant för sina resor till Kina och Angola och för sina naturtrogna monterade däggdjur. Han är ansedd som en av världens främsta konservatorer, och i det sammanhanget framför allt berömd för sin "uppstoppade" stäppelefant på Naturhistoriska museet i Göteborg. Elefanthannen var 45 år och vägde 6 ton när den sköts av Sjölander den 4 december 1948 i Huíla-provinsen i södra Portugisiska Västafrika (nu Angola).
Sjölander fick motta Göteborgs stads förtjänsttecken den 4 juni 1952, med följande motivering: "David Sjölander har en mycket rik erfarenhet av livet. Han har varit mekaniker, han har gjort sig känd som en av Sveriges främsta fågelfotografer, och som konservator står han enligt sakkunnigt uttalande som den främste icke endast i vårt land utan i hela Europa. Han anses på detta område väl kunna jämföras med eliten bland Förenta Staternas konservatorer. David Sjölander har filmat fågellivet i Tåkern samt på Måkläppen och Stora Karlsö. I södra Kina och Tibet har han gjort värdefulla insamlingar för Naturhistoriska riksmuseet i Stockholm. I tjugosju år har han verkat som förste konservator vid Naturhistoriska museet här i Göteborg. Hans arbeten är mästerverk. Härom året sändes han till Portugisiska Västafrika och återvände med en rik skörd för museet. Han lyckades bland annat fälla en fullvuxen elefanthane, vilken han även bringade hem och monterade. Det anses ha varit en prestation av mycket hög rang. Vem som helst kan taga del av detta ståtliga exemplar från det inre Afrika. David Sjölander har fått många bevis på uppskattning. Göteborgs stad ber att få hedra en märklig livsgärning."